# Heinz Behrens
Heinz Behrens (* 30. September 1932 in Grünberg in Schlesien; † 9. August 2022 in Berlin) war ein deutscher Schauspieler. Bekanntheit erlangte er in der DDR vor allem durch die Darstellung des Seriensohns Horst Baumann in der DFF-Lustspielreihe Maxe Baumann und in der Rolle des Karl-Heinz Winkler in der 20-teiligen Vorabendserie Rentner haben niemals Zeit.

## Leben
Heinz Behrens studierte von 1948 bis 1951 an der Hochschule für Theater und Musik in Halle (Saale). Danach spielte er Theater in Rostock, Erfurt und Dessau, bevor er 1960 sein Leinwanddebüt in der Fernsehproduktion „Liebe auf den letzten Blick“ hatte. Ab 1961 gehörte er zum Schauspielensemble der ostdeutschen Fernsehanstalt DFF, wo er neben der Schauspieltätigkeit auch einige Fernsehmoderationen übernahm. 1968 hatte er in Kurt Jung-Alsens Androklus und der Löwe die Rolle des Lentulus inne. Bekannt wurde er vor allem durch die Darstellung des Seriensohns Horst Baumann des von Gerd E. Schäfer gespielten Ur-Berliners Maxe Baumann   in der gleichnamigen DFF-Lustspielreihe. In der 20-teiligen Vorabendserie Rentner haben niemals Zeit war er 1977 an der Seite von Herbert Köfer und Helga Göring, die das titelgebende Rentnerehepaar Schmidt spielten, als deren Schwiegersohn Karl-Heinz Winkler zu sehen. Daneben war er in den 1970er-Jahren in zahlreichen Fernsehschwänken und Lustspielen wie Das Wunschkind mit Irma Münch oder Ein Hahn im Korb mit Margot Ebert zu sehen.
Behrens wirkte von 1965 bis 1990 in Haupt- und Nebenrollen in über 20 Produktionen des Fernsehtheaters Moritzburg, darunter Das Streichquartett (1965) von Szöke Szakall, Charleys neueste Tante (1968) von Brandon Thomas, Nickel und die sechsunddreißig Gerechten (1973) von Hans José Rehfisch, Ein Berg Abwasch (1975) von Paul Herbert Freyer, Ein total verrückter Einfall (1981) von Carl Laufs, Besuchszeit (1984) von Rudi Czerwenka, Die Reise des Monsieur Perrichon von Eugène Labiche und die neuen Folgen der Gerichtsserie Von Fall zu Fall (1989 f.). In der letzten Sendung des Fernsehtheaters Moritzburg Publikumslieblinge im Fernsehtheater: Heinz Behrens am 18. September 1991 erzählte er von seinen Erlebnissen und zahlreichen Auftritten im Fernsehtheater.
Nach der Wende und friedlichen Revolution in der DDR konzentrierte Behrens sich wieder auf die Theaterarbeit und spielte unter anderem auf Bühnen in Zürich, Berlin und Dresden. Er unternahm Tourneen mit Manfred Krug und Heidi Kabel und führte 1998 Regie bei der Abschiedstournee Heidi Kabels. Von 2002 bis 2010 war er Mitglied der Musikalischen Komödie Berlin.
Heinz Behrens war von 1961 bis zu deren Tod im Jahr 2001 mit der Sängerin Käthe Sennwald-Behrens verheiratet; aus der Ehe stammt ein Sohn. 2012 heiratete er Birgit Otto. Er starb am 9. August 2022 kurz vor seinem 90. Geburtstag an den Folgen einer Lungenentzündung.
Heinz Behrens lebte mit seiner zweiten Ehefrau bis zu seinem Tode in Rauchfangswerder am Zeuthener See und wurde dort auf dem Waldfriedhof beigesetzt.

## Filmografie
- 1960: Liebe auf den letzten Blick (Fernsehfilm)
- 1961: Der Fall Gleiwitz
- 1962: Die Entdeckung des Julian Böll
- 1964: Der Mann mit der Maske
- 1964: Egon und das achte Weltwunder (Fernsehfilm)
- 1966: Schatten über Notre Dame (Fernsehfilm)
- 1967: Geheimcode B/13 (Fernseh-Vierteiler)
- 1968: Androklus und der Löwe (Fernsehfilm)
- 1968: Die Toten bleiben jung
- 1968: Tod im Preis inbegriffen
- 1969: Drei von der K (Fernsehserie)
- 1970: Der Staatsanwalt hat das Wort: Strafversetzt (Fernsehreihe)
- 1970: Aus unserer Zeit (Episode 4)
- 1970: Der Staatsanwalt hat das Wort: Außenseiter (Fernsehreihe)
- 1971: KLK an PTX – Die Rote Kapelle
- 1971: Über ganz Spanien wolkenloser Himmel (Fernsehfilm)
- 1971: Polizeiruf 110: Die Schrottwaage (Fernsehfilm)
- 1972: Brokat aus Frankreich (Fernsehtheater Moritzburg)
- 1972: Euch werd ich’s zeigen
- 1972: Nicht schummeln, Liebling!
- 1973: Rotfuchs (Fernsehfilm)
- 1974: Polizeiruf 110: Das Inserat (Fernsehfilm)
- 1974: … verdammt, ich bin erwachsen
- 1974: Zum Beispiel Josef
- 1974: Das Wunschkind
- 1974/2011: Polizeiruf 110: Im Alter von … (Fernsehfilm)
- 1976–1982: Maxe Baumann (Fernsehreihe)
  - 1976: Ferien ohne Ende
  - 1977: Keine Ferien für Max
  - 1978: Max auf Reisen
  - 1979: Überraschung für Max
  - 1980: Max in Moritzhagen
  - 1981: Maxe in Blau
  - 1982: Max bleibt am Ball
- 1977: Rentner haben niemals Zeit (Fernsehserie)
- 1977: Cyankali (TV-Studioaufzeichnung)
- 1977: Der kleine Zauberer und die große Fünf
- 1978: Brandstellen
- 1978: Kur-Schatten (Fernsehtheater Moritzburg)
- 1978: Ein Hahn im Korb (Fernsehfilm)
- 1979: Stolzer Hahn (Fernsehtheater Moritzburg)
- 1979: Polizeiruf 110: Heidemarie Göbel (Fernsehfilm)
- 1980: Polizeiruf 110: Die Entdeckung (Fernsehfilm)
- 1980: Unser Mann ist König (Fernsehserie)
- 1980: Ja, so ein Mann bin ich! (Fernsehfilm)
- 1981: Polizeiruf 110: Nerze (Fernsehfilm)
- 1981: Bürgschaft für ein Jahr
- 1981: Katharina in der Klemme (Fernsehtheater Moritzburg)
- 1982: Soviel Wind und keine Segel (Fernsehfilm)
- 1983: Die betagte Nachtausgabe (Fernsehfilm)
- 1984: Ein Fuchs zuviel (Fernsehtheater Moritzburg)
- 1986: Schauspielereien (Folge: Frauen mit und ohne) (Fernsehserie)
- 1986: Freitag, der Achte (Fernsehtheater Moritzburg)
- 1987: Bebel und Bismarck (Fernseh-Dreiteiler)
- 1987: Rollentausch (Fernsehtheater Moritzburg)
- 1988: Der Staatsanwalt hat das Wort: Alles umsonst(Fernsehfilm)
- 1989: Von Fall zu Fall – Das Nachtgespenst (Fernsehtheater Moritzburg)
- 1989: Von Fall zu Fall – Der Hundezwinger (Fernsehtheater Moritzburg)
- 1989: Von Fall zu Fall – Der Grabschänder (Fernsehtheater Moritzburg)
- 1989: Von Fall zu Fall – Die Ziege (Fernsehtheater Moritzburg)
- 1989: Von Fall zu Fall – Nachbar Schulze gegen Alle (Fernsehtheater Moritzburg)
- 1989: Von Fall zu Fall – Eine ganz einfache Sache (Fernsehtheater Moritzburg)
- 1990: Von Fall zu Fall – Der Fehltritt (Fernsehtheater Moritzburg)
- 1990: Von Fall zu Fall – Bis zum bitteren Ende (Fernsehtheater Moritzburg)
- 1989: Von Fall zu Fall – Die Eierschlacht (Fernsehtheater Moritzburg)
- 1995: Theaterdonner (Fernsehfilm)
- 1996: Die blinde Kuh
- 1998: Das Miststück (Fernsehfilm)
- 2007: Du bist nicht allein
- 2010: Deadline – Jede Sekunde zählt (Folge Notaufnahme) (Fernsehserie)
- 2013: Scherbenspiel (Kurzfilm)

## Hörspiele
- 1966: Charlotte Benz nach Jacob Grimm/Wilhelm Grimm: Hans im Glück (Erzähler) – Regie: Theodor Popp (Kinderhörspiel – Litera)
- 1967: Joachim Goll: Bankivahühner (Prof. Grigorow) – Regie: Werner Grunow (Hörspiel-Schwank – Rundfunk der DDR)
- 1967: Gerhard Stübe: John Reed. Dramatische Chronik in drei Teilen (Chronist) – Regie: Fritz Göhler (Hörspiel – Rundfunk der DDR)
- 1968: Michail Schatrow: Bolschewiki – Regie: Wolf-Dieter Panse (Hörspiel – Rundfunk der DDR)
- 1970: Michail Schatrow: Der sechste Juli (Journalist) – Regie: Helmut Hellstorff (Hörspiel – Rundfunk der DDR)
- 1973: Hans-Ulrich Lüdemann: Überlebe das Grab (Redakteur) – Regie: Werner Grunow (Hörspiel – Rundfunk der DDR)
- 1970: Autorenkollektiv: Gespräche an einem langen Tag – Regie: Detlef Kurzweg (Hörspiel – Rundfunk der DDR)
- 1971: Heinrich Mann: Die Jugend des Königs Henri Quatre – Regie: Fritz Göhler  (Hörspiel – Rundfunk der DDR)
- 1971: Heinrich Mann: Die Vollendung des Königs Henri Quatre – Regie: Fritz Göhler (Hörspiel – Rundfunk der DDR)
- 1974: Hans-Ulrich Lüdemann: Blümlein ist gegangen (Vollmer) – Regie: Fritz Göhler (Hörspiel – Rundfunk der DDR)
- 1979: Joachim Goll: Der Hund von Rackerswill (Vater) – Regie: Werner Grunow (Hörspiel – Rundfunk der DDR)
- 1980: Ottomar Lang: Wellermann machts möglich (Becker) – Hans Knötzsch (Kriminalhörspiel/Kurzhörspiel – Rundfunk der DDR)